# Катастрофа Dornier 228 в Мадхьяпуре
Катастрофа Dornier 228 в Мадхьяпуре — авиационная катастрофа, произошедшая 28 сентября 2012 года. Авиалайнер Dornier 228-202 авиакомпании Sita Air выполнял регулярный внутренний пассажирский рейс ST601 по маршруту Катманду—Лукла, но в момент взлёта столкнулся с птицами и был вынужден совершить аварийную посадку, но, не долетев до полосы 420 метров, рухнул на землю в районе Мадхьяпура. Погибли все находившиеся на борту 19 человек — 16 пассажиров и 3 члена экипажа.

## Самолёт
Dornier 228-202 (регистрационный номер 9N-AHA, серийный 8123) был оборудован двумя турбовинтовыми двигателями Garrett TPE331-10T-511D.
Совершил свой первый полёт 9 апреля 1987 года, на день катастрофы налетал 15 248 часов.
18 сентября 1987 года был передан авиакомпании Holiday Express (борт D-CEZH).
16 августа 1988 года был куплен Национальным советом по безопасности Австралии (борт VH-NSH), а 21 мая 1990 года поступил в «G M Hock Construction Inc.» и его б/н сменился на N2255E.
13 декабря 1990 года был продан авиакомпании World Airline Executive (борт F-ODZG), от которой 5 мая 1992 года перешёл в авиакомпанию Air Caraïbes.
В апреле 2003 года был куплен авиакомпанией Sita Air и его б/н сменился на 9N-AHA.

## Экипаж и пассажиры
- Командир воздушного судна (КВС) — 42 года, налетал 8308 часов, 7112 из них на Dornier 228.
- Второй пилот — 24 года, налетал 772 часа, 519 из них на Dornier 228.

Также в салоне самолёта работал один бортпроводник.
| Гражданство    | Пассажиры | Экипаж | Всего |
| -------------- | --------- | ------ | ----- |
| Непал          | 4         | 3      | 7     |
| Китай          | 5         | 0      | 5     |
| Великобритания | 7         | 0      | 7     |
| Итого          | 16        | 3      | 19    |

## Хронология событий
В 06:13 второй пилот запросил у авиадиспетчера руление на ВПП.
КВС был пилотирующим на этом рейсе.
Перед выруливанием на ВПП экипаж выполнил все необходимые Check-list.
Встав в очередь на взлёт, КВС сказал: Есть птица.
В 06:17 рейс 601 начал разбег по ВПП.
Во время разбега КВС сказал: Смотри за птицей.
При достижении скорости 92 км/ч второй пилот сказал: 50 узлов. КВС ответил: Checked.
Через несколько секунд второй пилот крикнул: Птиц нет!.
Самолёт начал отклоняться от центральной линии, отрывая, а затем опуская нос на землю, при этом в один раз хвост лайнера чуть не столкнулся с ВПП.
На скорости 159 км/ч рейс 601 поднялся в воздух и начал набирать высоту 30 метров, при этом его скорость снизилась до 142 км/ч; в дальнейшем скорость снизилась до 131 км/ч.
В этот момент лайнер, предположительно, столкнулся с чёрным коршуном.
Авиадиспетчер спросил пилотов: У вас есть технические проблемы?, на что второй пилот неуверенно ответил: Столкнулись с птицей.
Курс лайнера сменился с 200° до 173°.
Сработала сигнализация о сваливании. Скорость упала до 127 км/ч.
Рейс 601 начал снижаться, поворачивая налево, но зацепил землю левым крылом, опрокинулся и рухнул на землю.
От удара о землю самолёт полностью разрушился и загорелся. Все 19 человек на его борту погибли.

## Расследование
Расследование причин катастрофы рейса ST601 проводило Управление гражданской авиации Непала (CAAN) при участии Отдела по расследованию авиационных происшествий Великобритании (AAIB).
Следователями были расшифрованы оба бортовых самописца, были допрошены очевидцы.
Родственник второго пилота рассказал, что знал о большом количестве птиц в районе аэропорта Трибхуван. Также выяснилось, что большинство самолётов авиакомпании Sita Air вылетали перегруженными.
Глава службы безопасности полётов Sita Air Сагар Ачарья (англ. Sagar Acharya) отрицал перегруз рейса 601.
Появлялись сообщения о том, что самолёт столкнулся с птицей сразу после вылета. Данные о птице, с которой столкнулся рейс 601, разнились: одни источники сообщали о том, что лайнер столкнулся со стервятником, в то время как другие — что с чёрным коршуном.
Позже следователи заявили, что столкновение с птицей могло вызвать сильный стресс у экипажа. При попытке совершить аварийную посадку на реку Манохара самолёт рухнул на берег.
Изучение камер видеонаблюдения показало, что в двигателе № 2 (правом) произошло возгорание, через 5 секунд после этого лайнер начал разворот.
Пилот, находившийся в момент катастрофы в аэропорту, рассказал следователям, что видел, как экипаж несколько раз пытался оторвать нос самолёта от земли.
Согласно предварительному отчёту расследования, опубликованному 30 сентября 2012 года, птица столкнулась с двигателем № 2 рейса 601 на высоте 15 метров, это привело к отделению части двигателя, которая столкнулась с хвостовым оперением и вывела из строя руль направления. Из-за этого самолёт начал неуправляемый разворот. Экипаж быстро потерял управление лайнером.
Следователи заявили, что падение мощности двигателя началось ещё на земле при разгоне. Экипаж обязан был прекратить взлёт, как только была потеряна мощность двигателя.
Согласно окончательному отчёту расследования, опубликованному 26 августа 2013 года:
«Ни в одном из двигателей не было обнаружено никаких неисправностей, не было никаких признаков попадания птицы в двигатель. Оба двигателя производили низкую мощность при ударе, оба винта находились в нормальном рабочем состоянии. Однако, начиная с 70 узлов, произошло снижение мощности, которое осталось незамеченным экипажем. После взлёта положение тангажа было установлено слишком высоким для самолёта, чтобы поддерживать V2, скорость самолёта упала ниже V2, что потребовало большей тяги, чем было доступно для повторного ускорения. Расследование не смогло определить причину снижения тяги».